# Faro de Montjuic
El faro de Montjuic es un faro situado en las proximidades de la entrada al Puerto de Barcelona, en la colina de Montjuic, en la provincia de Barcelona, Cataluña, España. Está gestionado por la autoridad portuaria de Barcelona.

## Historia
Entró en servicio en el año 1906 con una lámpara de petróleo sobre una estructura provisional, con la idea de sustituir al faro del Llobregat, y al viejo faro de Barcelona. En 1917 se aprobó la construcción del nuevo edificio, que comenzó cinco años más tarde y terminó en 1925.